# Liste de jeux vidéo Pacific Rim
Pour les articles homonymes, voir Pacific Rim.
Les jeux vidéo Pacific Rim forment une série de jeux vidéo basée sur les films Pacific Rim et Pacific Rim: Uprising.

## Jeux publicitaires
Trois jeux publicitaires ont été développés par Sticky Studios pour promouvoir le film :
- Pacific Rim : Jaeger Combat Simulator, jeu de combat par navigateur ;
- Pacific Rim : Jaeger Designer, jeu par navigateur dans lequel le joueur conçoit son jaeger ;
- Pacific Rim : Jaeger vs. Kaiju AR Battle, jeu mobile de combat en réalité augmentée.